# 第二回旅順口閉塞作戦
第二回旅順口閉塞作戦とは、日露戦争において、1904年（明治37年）3月27日に旅順港を閉塞することを目的として実施された大日本帝国海軍の作戦である。4隻の閉塞船によって実行されたが、失敗に終わった。

## 概要
日本海軍は2月に5隻の閉塞船によって旅順港の出入り口の封鎖を試みたが、失敗に終わっていた（第一回旅順口閉塞作戦）。そのため2回目の作戦が実行されることになった。作戦参加の閉塞船は以下のとおりである。
- 千代丸（4000トン） - 指揮官：有馬良橘中佐

　　　　　　　　　　　　指揮官附:島崎保三中尉
　　　　　　　　　　　　機関長:山賀代三大機関士
　　　　　　　　　　　　下士卒15名
　　　　　　　　　　　　全乗員数18
- 福井丸（4000トン） - 指揮官：広瀬武夫少佐

　　　　　　　　　　　　指揮官附:杉野孫七上等兵曹
　　　　　　　　　　　　機関長:栗田富太郎大機関士
　　　　　　　　　　　　下士卒15名
　　　　　　　　　　　　全乗員数18
- 弥彦丸（4000トン） - 指揮官：斎藤七五郎大尉

　　　　　　　　　　　　指揮官附:森初次中尉
　　　　　　　　　　　　機関長:小川英雄大機関士
　　　　　　　　　　　　下士卒13名
　　　　　　　　　　　　全乗員数18（または16）
- 米山丸（3745トン） - 指揮官：正木義太大尉

　　　　　　　　　　　　指揮官附:島田初蔵中尉
　　　　　　　　　　　　機関長:杉政人少機関士
　　　　　　　　　　　　下士卒13名
　　　　　　　　　　　　全乗員数18（または16）
ロシア側は日本海軍の再度の作戦に備えて2隻の汽船を沈めるなどの対策を採ったほか、港外にも警戒艦を配置するなど警戒態勢をとっていた。また日本海軍の作戦が行われた27日にはステパン・マカロフ提督が砲艦ボーブルに乗艦して直接反撃の指揮をとった。
閉塞船隊は3月25日に巡威島から出撃。27日未明に港口に向け突進した。1番船千代丸がまず発見され、砲台やロシア駆逐艦からの砲撃を受けながらも前進したが、港口を発見できなかった千代丸は港口から100mの地点で自爆。福井丸も千代丸の前に出たところで駆逐艦シーリヌイ(Сильный)の雷撃により沈没。さらにその隣で弥彦丸も駆逐艦レシーテリヌイ(Решительный)の攻撃により沈んだ。米山丸は港口水道中央で投錨したがそこで被雷し、水道左岸で沈没した。
この作戦での死傷者は15名であり、福井丸では指揮官の広瀬武夫少佐も戦死している。また、杉野孫七上等兵曹（没後、兵曹長）の他、「朝日」乗組の菅波正次2等信号兵曹（没後、1等信号兵曹）、「高千穂」乗組の小池幸三郎2等機関兵（没後、1等機関兵）も戦死している。広瀬少佐以下戦死した4名はいずれも福井丸に乗り組んで作戦に従事していた。
旅順港は閉塞されず、作戦翌日には旅順艦隊の大半が港外に出ており、作戦は失敗であった。